# Kurzendorf (Colmberg)
Kurzendorf (fränkisch: Kurtsndorf) ist ein Gemeindeteil des Marktes Colmberg im Landkreis Ansbach (Mittelfranken, Bayern). Kurzendorf liegt in der Gemarkung Colmberg.

## Geografie
Der Weiler liegt am Zailacher Bach und am Hochbrunngraben, der dort als linker Zufluss in den Zailacher Bach mündet. 1 km westlich erhebt sich der Hornsberg (457 m ü. NHN), 1 km südwestlich liegt das Oberholz und die Gebhartsleite. Eine Gemeindeverbindungsstraße führt die Staatsstraße 2250 kreuzend nach Häslabronn (0,5 km nordwestlich).

## Geschichte
Der Ort wurde 1342 als „Kurtzendorf“ erstmals urkundlich erwähnt. Der Ortsname bedeutet Zu dem kurzen Dorf. Präfixe wie „Kurz–“, „Lang–“, „Groß–“ oder „Klein–“ finden sich in der Regel erst ab dem 13. Jahrhundert in den Ortsnamen, so dass man von einer Gründung frühestens in diesem Jahrhundert ausgehen kann.
Im Jahre 1398 erhielten die Herren von Seckendorff von den Nürnberger Burggrafen Häslabronn mit Kurzendorf zu Lehen. Später wurden die Orte an Martin von Wildenstein verkauft. Die Familie v. Wildenstein verkauften diese 1507 an das Fürstentum Ansbach.
Laut dem 16-Punkte-Bericht des Oberamtes Ansbach von 1684 bildete Häslabronn mit Kurzendorf eine Realgemeinde. Für Kurzendorf wurden vier Mannschaften (= Untertansfamilie) angegeben, die alle das Hofkastenamt Ansbach als Grundherrn hatten. Das Hochgericht und die Dorf- und Gemeindeherrschaft übte das brandenburg-ansbachische Hofkastenamt Ansbach aus.
Auch gegen Ende des 18. Jahrhunderts bildete Kurzendorf mit Häslabronn eine Realgemeinde. In Kurzendorf gab es drei Anwesen (ein Hof, zwei Halbhöfe). Die herrschaftlichen Verhältnissen waren unverändert. Die drei Anwesen waren mit vier Untertansfamilien besetzt.
Von 1797 bis 1808 unterstand der Ort dem Justiz- und Kammeramt Ansbach.
Im Rahmen des Gemeindeedikts wurde Kurzendorf dem 1808 gebildeten Steuerdistrikt Colmberg und der 1810 gegründeten Ruralgemeinde Colmberg zugeordnet.

## Einwohnerentwicklung
| Jahr      | 001818 | 001840 | 001861 | 001871 | 001885 | 001900 | 001925 | 001950 | 001961 | 001970 | 001987 | 002007 | 002020 |
| Einwohner | 17     | 18     | 25     | 27     | 18     | 24     | 22     | 26     | 11     | 12     | 9      | 6      | 5      |
| Häuser    | 3      | 3      |        |        | 3      | 4      | 3      | 3      | 3      |        | 3      |        |        |
| Quelle    | [ 15 ] | [ 16 ] | [ 17 ] | [ 18 ] | [ 19 ] | [ 20 ] | [ 21 ] | [ 22 ] | [ 23 ] | [ 24 ] | [ 25 ] | [ 26 ] | [ 1 ]  |

## Religion
Der Ort ist seit der Reformation evangelisch-lutherisch geprägt und war ursprünglich nach St. Margaretha (Lehrberg) gepfarrt, seit 1812 ist die Pfarrei St. Ursula (Colmberg) zuständig. Die Einwohner römisch-katholischer Konfession waren zunächst nach St. Ludwig (Ansbach) gepfarrt, seit 1970 ist die Pfarrei Christ König (Ansbach) zuständig.